# Asplundia truncata
Asplundia truncata är en enhjärtbladig växtart som beskrevs av Gunnar Wilhelm Harling. Asplundia truncata ingår i släktet Asplundia och familjen Cyclanthaceae. IUCN kategoriserar arten globalt som starkt hotad. Inga underarter finns listade.